# José Ricardo Pérez
José Ricardo Pérez Morales (Manizales, 24 de outubro de 1963) é um ex-futebolista profissional colombiano, que atuava como defensor.

## Carreira
José Ricardo Pérez fez parte do elenco da Seleção Colombiana de Futebol na Copa do Mundo de 1990.